# Ferno
Ferno est une commune italienne de la province de Varèse dans la région Lombardie en Italie.

## Toponyme
Il est nommé d'après du nom toscan Ferna qui à son tour provient du nom Fer(i)na.

## Administration
| Période                                  | Période  | Identité      | Étiquette    | Qualité   |
| ---------------------------------------- | -------- | ------------- | ------------ | --------- |
| 29/5/2007                                | En cours | Mauro Cerutti | centre droit | négociant |
| Les données manquantes sont à compléter. |          |               |              |           |

### Hameaux
San Macario, Lamenzana, La Costera, C.na Bellaria, C.na Borletti